# Парк Будівельників (Біла Церква)
Парк Будівельників — один з парків у місті Біла Церква. Назву отримав через близькість до «Білоцерківського домобудівельного комбінату» (Сквирське шосе буд.194)

## Історія та об'єкти
На території майбутнього парку тривалий час існувало військове кладовище, яке згодом було перепоховано. Робітники ДБК заклали парк, у якому було збудовано невеликий льодовий стадіон та дитячі майданчики. Після розвалу Радянського Союзу і кризи на ДБК парк занепадає.
12 липня 2000 року в парку була закладена пам'ятна капсула на заснування храму Святих апостолів Петра і Павла та встановлений хрест. Станом на 2013 рік побудоване напівпідвальне приміщення, пристосоване під тимчасовий храм, у якому з 12 липня 2006 року проводяться Богослужіння.
1 лютого 2008 року на території колишнього льодового стадіону відкрито ковзанку «Льодовий період».
У лютому 2025 року ковзанку закрили через нерентабельність 